# Нубле, Фрэнк
Фрэнк Херман Нубле (англ. Frank Herman Nouble); 24 сентября 1991, Лондон, Англия) — английский футболист ивуарийского происхождения, нападающий английского футбольного клуба «Торки Юнайтед».

## Биография
Родился в Луишаме, Лондон, у родителей-ивуарийцев. Нубле начал свою карьеру в молодёжной футбольной команде (до 12 лет) «Челси». Он дебютировал в юношеской команде в «Челси» в ноябре 2007 года и был регулярным игроком команды в сезоне 2007/08.
В июле 2009 года он отклонил предложение о профессиональном контракте с «Челси», а 21 июля подписал пятилетний контракт с «Вест Хэм Юнайтед» за нераскрытую плату. Нубл дебютировал за «Вест Хэм», а также в матче премьер-лиге 15 августа 2009 года, в победном матче с «Вулверхэмптоном», заменив Карлтона Коула. А первый матч в стартовом составе за «молотобойцев» Фрэнк сыграл 17 января 2010 года против «Астон Виллы», закончившийся нулевой ничьей.
22 июня 2012 на правах свободного агента присоединился к клубу Чемпионшипа «Вулверхэмптон», подписав двухлетний контракт. Первый и единственный гол за «вулвз» забил 30 августа в матче Кубка английской лиги против «Нортгемптон Таун». 8 января 2013 перешёл в «Ипсвич Таун».